# Armand Guillaumin
Armand Guillaumin (París, 16 de febrer de 1841 - Orly, 26 de juny de 1927), va ser un pintor i gravador francès d'estil impressionista. Mentre altres mestres del seu cercle (com Renoir i Cézanne) van abandonar aviat l'impressionisme pur i van conformar estils més personals, Guillaumin es va mantenir fidel als trets més recognoscibles de l'esmentat corrent i és considerat de fet «l'impressionista més fidel i longeu».

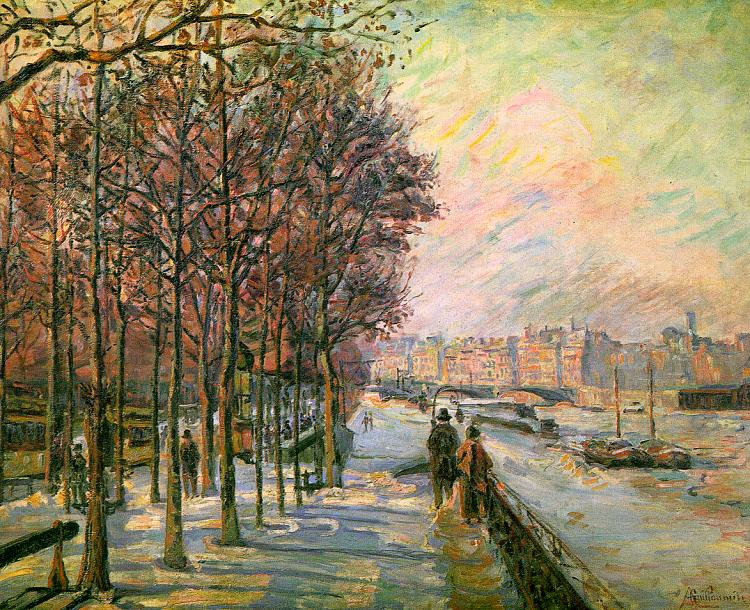
Armand Guillaumin. La Place Valhubert. 1875

Va néixer com Jean-Baptiste Armand Guillaumin a París. Va treballar a la merceria del seu oncle al mateix temps que rebia classes de dibuix. També va treballar per a un ferrocarril del govern francès abans d'estudiar a l'Acadèmia Suïssa el 1861. Allà va conèixer Paul Cézanne i Camille Pissarro, amb qui va mantenir una llarga amistat.
La seva afició per l'art li absorbia cada cop més temps, la qual cosa desplaïa a la seva família, per la qual cosa Guillaumin va optar per emancipar-se'n i prosseguir la seva formació com a pintor. Igual com Cézanne, va sofrir penúries econòmiques, ja que va deixar de comptar amb el suport familiar i tot just venia algun quadre. Ambdós joves pintors van compartir un vell estudi que havia ocupat Charles-François Daubigny i van comptar amb el suport del doctor Gachet, qui després seria amic de Van Gogh. Guillaumin va exposar en el Salon des Refusés el 1863.
Encara que mai no va assolir el nivell de Cézanne i Pissarro, la influència de Guillaumin a l'obra d'aquests va ser significativa. Cézanne va intentar el seu primer gravat basant-se en pintures de Guillaumin de barcasses al riu Sena, i en un altre aiguafort va retratar Guillaumin de cos sencer, estirat a terra. Aquesta imatge de 1873 es titula en francès Guillaumin au pendu (Guillaumin amb penjat) per la curiosa figureta d'un home penjat que Cézanne va incloure en ella com si fos un anagrama. Durant aquells anys Guillaumin va realitzar uns deu gravats, tots de paisatges. Guillaumin va participar en algunes de les exposicions impressionistes que el grup va organitzar entre 1874 i 1886.
Es va fer amic de Paul Gauguin, qui li va presentar a diversos artistes joves com Odilon Redon. S'explica que Gauguin va intrigar per atreure's l'amistat de Guillaumin i distanciar-lo d'altres artistes, però Gauguin va marxar a l'estranger cap a 1885, i Guillaumin es va quedar gairebé sol. Va ser llavors quan aquest va entaular amistat amb Vincent van Gogh el germà del qual, Theo, va vendre algunes de les seves obres. Ja en aquells anys, l'impressionisme que ell representava guanyava estimació al mercat, i les seves obres rebien elogis. El 1886 es va casar.
El 1891 Guillaumin va guanyar un premi de loteria de 100.000 francs, una verdadera fortuna que li va permetre viure aliè a les exigències del mercat i pintar com ell volia. Això el va distanciar dels corrents més trencadors del moment, encara que va recuperar vigència quan li van dedicar una antològica al Saló de Tardor. El 1904 va viatjar als Països Baixos i va realitzar almenys dos gravats de paisatges del lloc.
Conegut pels seus colors intensos, els principals museus del món mostren obres de Guillaumin, si bé a Espanya la seva presència es redueix al Museu Thyssen-Bornemisza. Se li coneix sobretot pels seus paisatges de París, el departament de Creuse, i la regió al voltant de Leis Adrets, a prop de la costa mediterrània, a la regió francesa de Provença – Alps – Costa Blava.
Va morir el 1927 en Orly (Val-de-Marne).